# روبرتو هرنانديز راميريز
روبرتو هرنانديز راميريز. ولد (بالإسبانية: Roberto   Hernández  Ramírez)   هو مصرفي ورائد مارِس  مكسيكي، ولد في   [1942]مارِس 24 ]    

## وصلات خارجية
- روبرتو هرنانديز راميريز على موقع إن إن دي بي (الإنجليزية)